# Villaviciosa
Villaviciosa es un concejo de la comunidad autónoma del Principado de Asturias (España), una parroquia de dicho concejo y una villa, capital del concejo, perteneciente a esta parroquia. El concejo limita al norte con el mar Cantábrico, al sur con los concejos de Sariego, Nava, Cabranes y Piloña, al oeste con los de Gijón y Siero y al este con el de Colunga.
Es conocido por la calidad de su sidra y por la abundancia de manzanos. El concejo está hermanado con Villaviciosa de Odón, Madrid. Su ría, la ría de Villaviciosa, es la mayor de Asturias. Hay un importante puerto pesquero en Tazones. En 2017 uno de sus pueblos, Poreñu, fue galardonado con el Premio al Pueblo Ejemplar de Asturias 2017.

## Toponimia
En la Edad Media se conocía como Maliayo (también Maliaio y otras variantes parecidas) un territorio que abarcaba el actual concejo de Villaviciosa y zonas limítrofes. Este topónimo (y sus variantes) está documentado desde el siglo IX. En 1270 Alfonso X de Castilla funda la actual villa, que se conoce como la Puebla, Pola o Pobla de Maliayo, mediante carta puebla. Alfonso X ordena que se pueble y haga villa «en el lugar que dizen Buetes». Es a partir del siglo XIV cuando comienza a sustituirse Maliayo y Puebla de Maliayo por Villaviçiosa y Puebla de Villaviçiosa hasta la mutación definitiva de Villaviciosa para concejo y villa. Esta se conoce local y popularmente como la Villa. El topónimo actual «Villaviciosa», significa «villa fértil».
Mediante el decreto 115/2005 de 17 de noviembre de 2005, publicado en el BOPA del 2 de diciembre, se adoptaron de forma oficial nuevas denominaciones en asturiano para la mayoría de los topónimos del concejo de Villaviciosa.

## Geografía
El accidente geográfico más destacado dentro de todo el municipio es la ría de Villaviciosa, que recorre desde la localidad de Güetes, un total de 7 km configurando a su paso un trazado irregular, para ir a parar al mar entre el Puntal y la playa de Rodiles. A la derecha de la ría, la costa origina una enorme rasa a la cual se la llama rasa de Selorio, originando otra del mismo modo por su lado izquierdo a la que se denomina Les Mariñes. Tal es la importancia de la ría dentro del concejo que ésta condiciona la posición de la villa capital dentro de él. Otros accidentes fluviales de importancia son los ríos España, La Ñora, Rozaes, Grases, Sebrayu y el río de Amandi, formado por la confluencia de los riachuelos Espadañal, Viacaba, Grases y Sotu. Este último río tiene continuidad en la ría en Güetes.

### Geología
Desde el punto de vista geológico la característica más significativa la depara el estuario de Villaviciosa y la cuenca que drena a través de él. Algunos autores como Caveda Solares afirman que está íntegramente incluido dentro de la cuenca Gijón-Villaviciosa siendo una de las tres principales unidades dentro de la cuenca mesozoico-terciaria de Asturias, llegando a constituir una cuenca de sedimentación durante los periodos triásico, jurásico y cretácico inferior.

### Costa
El concejo se caracteriza por tener unas amplias extensiones de rasas, estando alterada la superficie de igual modo por colinas, valles, alturas, hondonadas, y cordales dirigidos casi en línea recta desde los extremos al centro, con alturas poco pronunciadas y con poca pendiente. El monte de Cualmayor en el límite de Colunga, es el que presenta una mayor altitud con 322 m, siendo importantes también los cordales de Peón, Cobertoria y Cubera, que atraviesan el concejo transversalmente. Su franja costera abarca una longitud de 28 km mezclándose acantilados muy abruptos con playas como las de la Conejera, Ñora, España, Merón, Tazones, El Puntal, Rodiles y Misiego. De ellas Rodiles es la más extensa.

### Clima
Su clima es, al igual que el resto de los concejos costeros de la región,templado y húmedo. Como tal, tiene unas temperaturas agradables, tanto en las épocas invernales como en las veraniegas, presentando unas medias máximas de 18,9 °C en agosto y una mínima de 7,7 °C en febrero.

## Fauna y flora

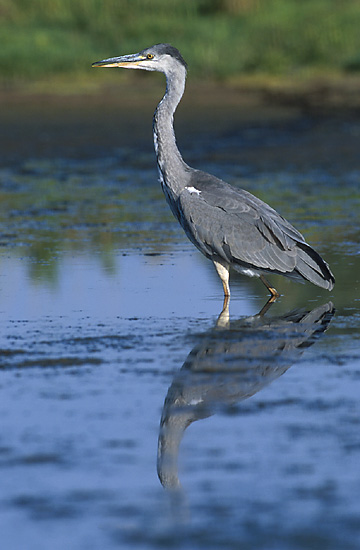
Garza

La importancia suprema del concejo radica en el orden botánico y ornitológico de la ría de Villaviciosa, siendo uno de los pocos lugares en todo el Cantábrico donde podemos contemplar plantas superiores de medios dunares o marismeños a la vez que disfrutamos de la presencia de especies protegidas y escasamente vistas como las garzas, gaviotas, anátidas y cormoranes.
Todas estas cualidades hacen que el estuario de Villaviciosa sea un lugar elegido por multitud de profesionales para la realización de trabajos técnicos como la elaboración de tesis o ponencias. También hay que destacar la gran importancia que tiene para las administraciones locales y regionales todo el contorno de la ría, concienciando a la población del gran valor ecológico que tiene toda la zona. Para tal efecto se ha ejecutado en 1992 un plan especial de protección paisajista y saneamiento de la ría de Villaviciosa, se ha incluido en la red de espacios protegidos por el PORNA y se ha creado la reserva natural parcial de la ría de Villaviciosa, que efectúa una importante labor didáctica con más de mil visitas mensuales.

## Historia

### Prehistoria y Edad Antigua
La fertilidad de la tierra y las buenas condiciones físicas, geográficas y climáticas de todo el concejo nos hacen suponer que desde la época epipaleolítica, en la etapa Asturiense, ya estuviese colonizado el territorio maliayo, teniendo el concejo una importante muestra de monumentos megalíticos.
Los asentamientos castreños también fueron múltiples y diversos, localizándose la mayoría de ellos en el eje de la ría, más hacia la costa-rasa occidental. La etapa dominadora romana se deja sentir en gran manera en el municipio, dado que el territorio era muy fértil y además tenía una salida al mar. Varias son las lápidas y estelas repartidas por todo el concejo que prueban dicha colonización, como las encontradas en la iglesia de Grases o la de Miravalles. De igual manera también se han encontrado restos arqueológicos de antiguas Villas Romanas en la desembocadura de la ría en el actual Rodiles y que se supone que era la famosa Noega.
Durante la época de la monarquía Asturiana, la población se aleja de Rodiles y se asienta en otros sitios como Amandi, Camoca, Fuentes o Bedriñana, apareciendo frecuentemente la comarca nombrada como territorio maliayo, maliaio y malayo.

### Edades Media y Moderna

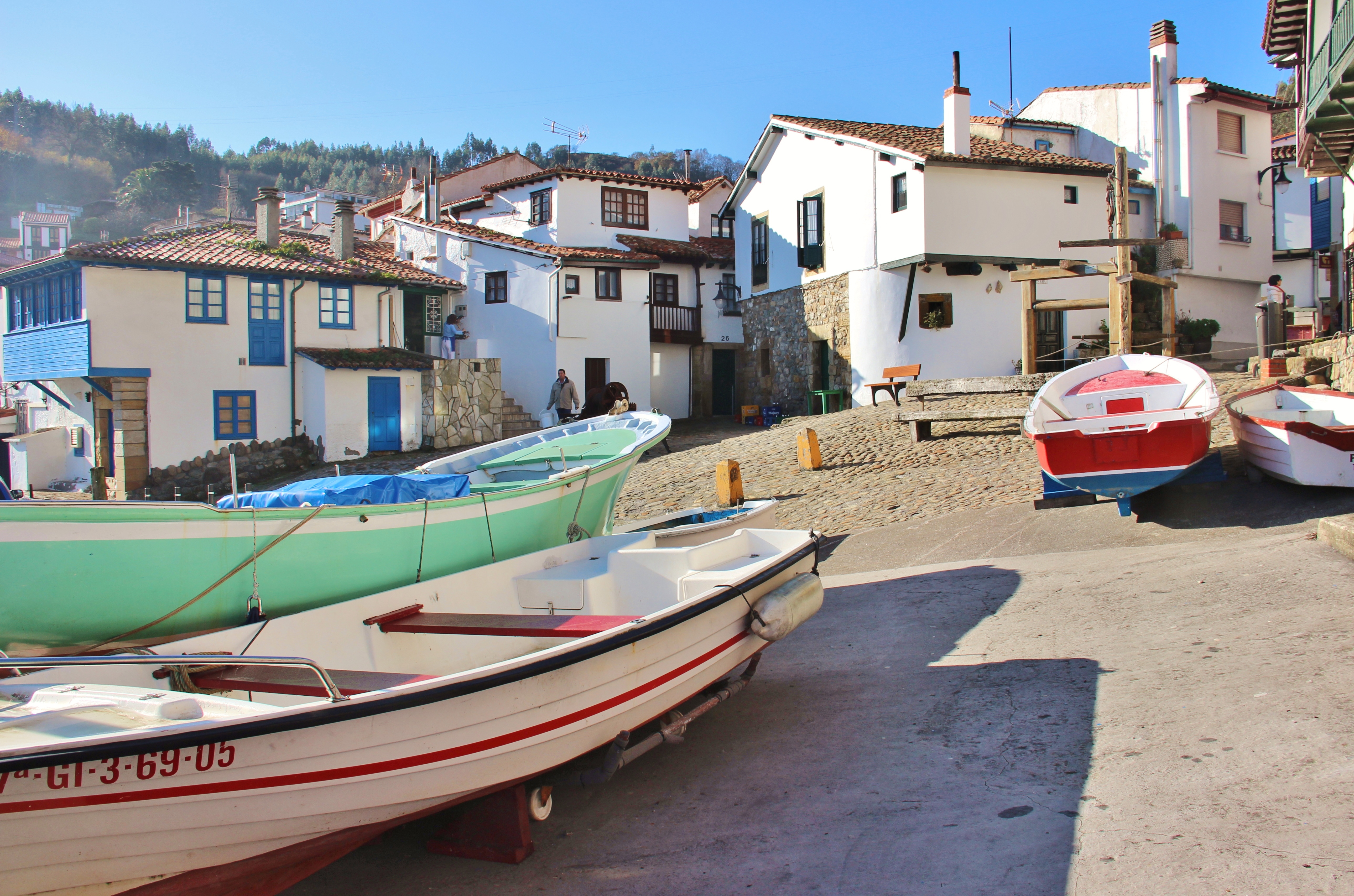
San Roque de Tazones y el puerto

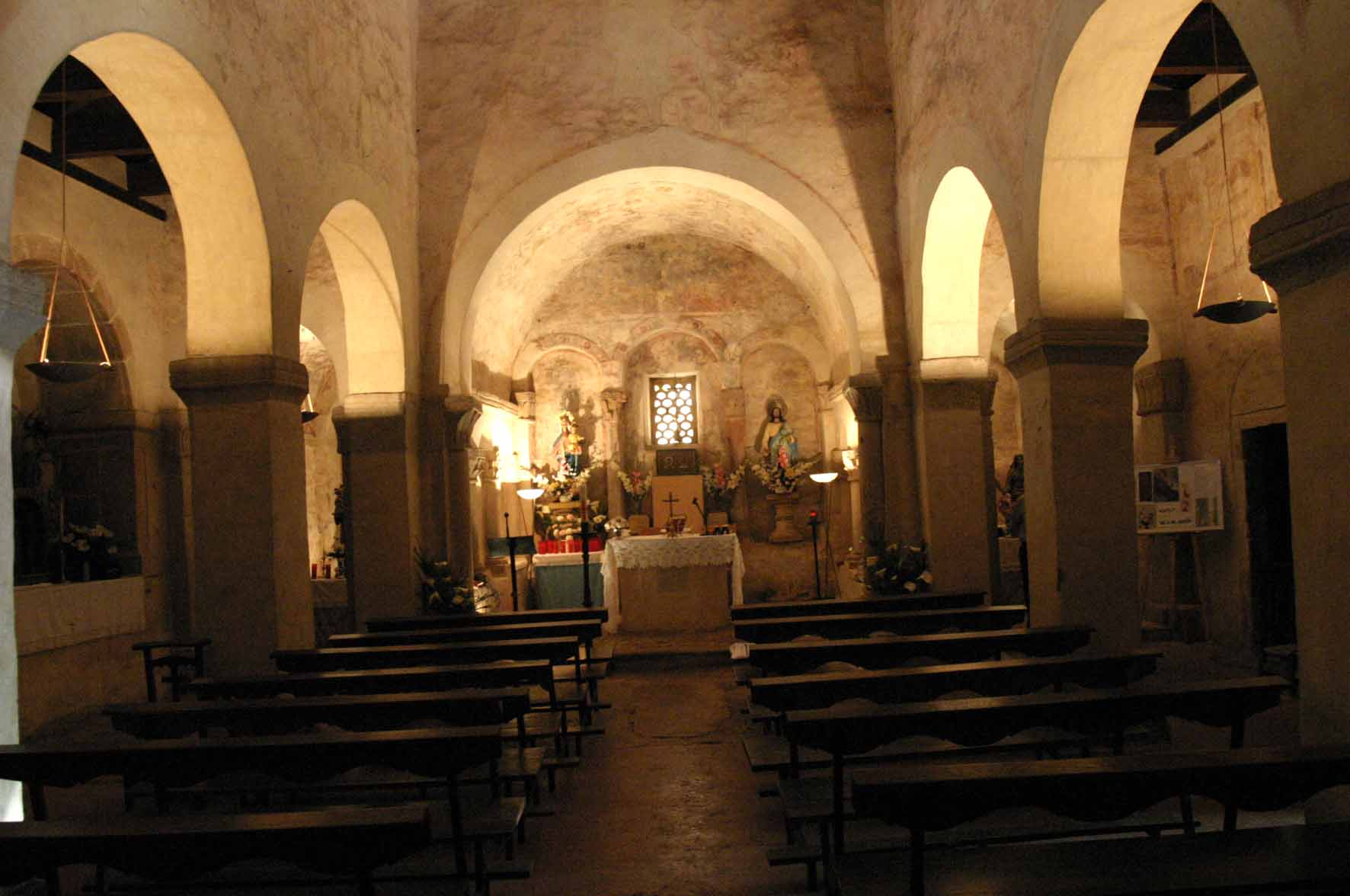
Interior de la iglesia de San Salvador de Priesca

Durante el siglo XII, representantes del territorio se reúnen con el Obispo Pelayo de Oviedo con el fin de poner fin a los desórdenes que se estaban produciendo en toda la zona. Ya en tiempos de Alfonso IX, se empieza a constituir el concejo gracias a la política repobladora y urbanizadora que él mismo inició, siendo el año 1270, cuando el rey Alfonso X el Sabio, concede la carta puebla o villa mediante documento fechado en Vitoria el 17 de octubre y en el que establece que la población se asiente a partir del lugar llamado Buetes. Al mismo tiempo que se crea el territorio maliayo, una orden Cisterciense se establece en el fondo del valle en Boides, fundándose el monasterio de Valle de Dios (Valdedios), constituyendo un señorío jurisdiccional y que ejerció una labor civilizadora y ordenadora.
En el siglo XIV, el territorio pasa a denominarse ya como Villaviciosa, tomando dicho nombre por la fertilidad que tenían sus tierras, que ofrecía una abundancia de productos. También durante este siglo las gentes del municipio apoyarían al obispo Guterre en su lucha contra el conde de Gijón, salvaguardando los intereses del príncipe Don Enrique. Ya a finales del siglo XV un acontecimiento marca la vida de la villa, y este no es otro que el incendio que asoló la Capital destruyéndola por completo. Por este motivo los Reyes Católicos expiden un documento mediante el cual entregan una cantidad de dinero con el fin de reconstruir toda la zona. Se tiene constancia durante esta época, de la existencia de un hospital en las inmediaciones del templo de Santa María, al ser el concejo lugar de paso en el peregrinar a Santiago por la ruta de la Costa.
El siglo XVI, deja en Villaviciosa uno de los sucesos más relevantes dentro de la historia del concejo, que es el desembarco y hospedamiento en la villa del emperador Carlos I de España en 1517. El monarca, arribó a puerto en Tazones por culpa de una tormenta que hizo variar el rumbo que seguía toda la corte a Santander. Una vez en el concejo se dirigió junto con su hermana Leonor hacia la Villa hospedándose en la casa de Rodrigo de Hevia, en la cual permaneció tres días y cuatro noches completas, recibiendo durante su estancia a los regidores del concejo. Pasados esos tres días, abandonó el concejo por tierra en dirección a la vecina tierra de Colunga.
En el siglo XVII se produce un gran cambio en la villa, transformándose por completo el panorama urbanístico de la misma, apareciendo nobles casonas, palacios y plazuelas, conservándose actualmente buena parte de este desarrollo urbano. A finales del siglo los franciscanos fundan un convento en la villa con el fin de predicar las enseñanzas derivadas del concilio de Trento, ubicándose en un primer lugar en la Vallera, siendo sustituido por otro en un lugar próximo, de mayor capacidad y cuya iglesia conventual es el actual templo parroquial.

### Edad Contemporánea
El siglo XIX nos deja en el concejo las consecuencias de la Guerra de la Independencia contra Francia, sufriendo la villa numerosos ataques, logrando ocupar los franceses el territorio durante varias ocasiones, hasta que se les expulsó definitivamente. En 1835 se instaura definitivamente el ayuntamiento constitucional, desapareciendo los poderes concejiles que fueron ocupados durante mucho tiempo por familias poderosas. A finales de siglo una nueva clase social emerge en la zona, la burguesía liberal, que origina a su vez el nacimiento de un sindicalismo obrero muy revolucionario. La actividad comercial crece de manera considerable gracias al emplazamiento de su ría, navegable entonces.
Ya en el siglo XX, la dictadura de Primo de Rivera trae consigo una nueva urbanización siendo de destacar la traída de aguas y la creación de las escuelas graduadas. La república tiene en el concejo uno de los bastiones más reaccionarios, al ser sus regidores mayoritariamente monárquicos. La guerra civil española dura en Villaviciosa 15 meses, acabando el 19 de octubre de 1937, con la toma de la villa por las tropas nacionales. Todavía poco después, el 26 de octubre de 1937, tuvieron lugar en el monasterio de Valdediós, entonces hospital psiquiátrico de La Cadellada, los llamados sucesos de Valdediós, triste episodio que implicaban al Batallón de Montaña Arapiles N.º 7, del bando nacional.
Los tiempos actuales nos dejan una importante industria alimentaria (leche y sidra), así como una mayor dependencia del sector turístico, gran reactivador económico del concejo, el cual nos ofrece unos espectaculares paisajes, tanto en la zona interior como en la parte costera, donde sus playas son de las más visitadas de todo el Principado.

## Demografía
Villaviciosa cuenta con una población de 15 342 habitantes (INE 2024).
| Gráfica de evolución demográfica de Villaviciosa entre 1842 y 2021                                                  |
| |
| Población de derecho según los censos de población del INE Población de hecho según los censos de población del INE |

La evolución que ha seguido el concejo durante todo el siglo XX y lo que llevamos de este, nos ha deparado un saldo decreciente en torno a las 5000 personas, tomando como fecha de inicio 1900. Dos son las etapas en la podemos separar esta evolución. Una primera que iría desde comienzos de la centuria pasada hasta la década de los 40, y en la cual la población se encuentra estabilizada en torno a 22 000 habitantes. A partir de esta fecha, empieza la segunda etapa, que dura hasta nuestros días. Aquí la tendencia anterior se rompe y se inicia un continuo retroceso, mucho más marcado en el periodo de 1960-1980, presentando en la actualidad una cifra de 14 457 habitantes. Con todo esto, las estructuras demográficas del concejo empiezan a romperse y desequilibrarse, aumentando la edad media de la población y provocando un envejecimiento de la misma.
Según datos del padrón municipal, en 2008 se ha producido un gran crecimiento respecto a otros años anteriores situándose la cifra de habitantes en 14 944.

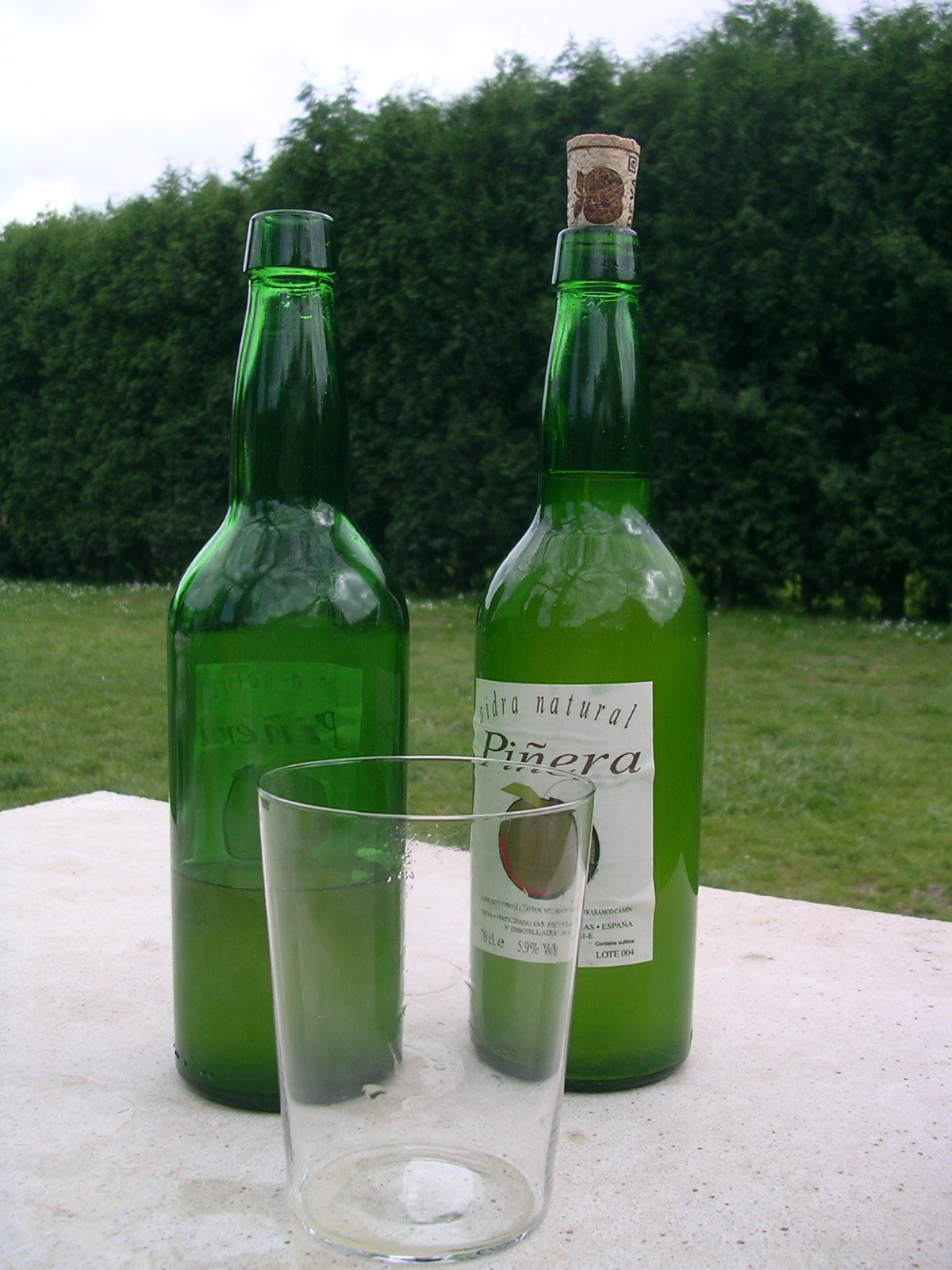
Botellas de Sidra

La construcción de la autovía del Cantábrico abre nuevas expectativas para el concejo, ya que al estar situada relativamente cerca de las áreas centrales industriales de la región y al reducirse notablemente el tiempo en ir hacia ellas, se piensa que Villaviciosa puede ser una ciudad residencial, lo que aumentaría considerablemente su población. Actualmente ésta se encuentra dividida en 41 parroquias, siendo las de la capital, Amandi, Quintes y Arroes las más pobladas. La parroquia de Amandi, prácticamente se encuentra unida a la capital, con lo que no parece extraño que se encuentre bastante habitada, y con respecto a las otras dos hay que destacar que se encuentran muy cerca de la poblada e industrial Gijón, lo que hace que éstas se encuentren metidas en el espacio periurbano del concejo gijonés. Los núcleos de población más deshabitados los encontramos en el interior del concejo.

## Economía
En cuanto a su actividad económica, hay que decir que todos los sectores se encuentran bastante representados, generando el primario un 35,36 % de los empleos locales. La ganadería es la actividad que presenta mayor número de personas ocupadas, siendo el ganado bovino el que fundamentalmente se trabaja, teniendo una orientación claramente dirigida hacia el sector lácteo, contando el municipio con una importante industria láctea. En este sector también tenemos que comentar la situación del sector pesquero radicado principalmente en la localidad de Tazones, famosa por el desembarco del emperador Carlos I. La pesca siempre tuvo una gran trascendencia en toda la zona, aunque actualmente ésta ha perdido importancia, tanto cuantitativamente como por su valor monetario.
El sector secundario representa en Villaviciosa al 19,49 % de los empleos, siendo la rama de la alimentación y bebidas la que presenta un mayor porcentaje. Ya desde finales del siglo XIX, el concejo presentaba una fuerte industria alimentaria, como demuestran las fábricas de sidra y chocolate de Valle, Ballina y Fernández, la conservera de frutas de Félix Vigil, la azucarera o la mantequera de Amandi. Actualmente, y aunque muchas de estas empresas han desaparecido, todavía tiene gran incidencia en el municipio este tipo de industrias, contando en su suelo con una de las empresas lácteas más importantes del país, así como numerosos llagares donde se elabora la sidra, destacando entre todas ellas la emblemática El Gaitero, empresa ligada desde siempre al nombre de Villaviciosa. Además de esta actividad alimentaria, el municipio también presenta una notable ocupación en la rama de la construcción, de gran importancia en la región durante estas últimas décadas.
El sector terciario es el único de los tres que ha ido experimentando un crecimiento durante estos últimos años generando en la actualidad un 45,15 % del empleo total. La actividad comercial y hostelera han sido las que más han aumentado, creciendo al mismo ritmo al que lo hace el turismo, muy importante en toda la zona, como demuestra el hecho de tener una de las playas (Rodiles) más ocupadas de toda la región durante todo el verano. La mayor parte de esta actividad terciaria se concentra en la villa capital, donde se localizan el mayor número de licencias comerciales y de servicios, siendo de destacar de igual modo el Centro de Investigación Aplicada y Tecnología agroalimentaria del Principado (CIATA), antigua estación pomológica.

## Comunicaciones
Autopistas y autovías
- A-8, Autovía del Cantábrico: Baamonde - Gijón - Villaviciosa - Llanes - Torrelavega - Solares - Bilbao - San Sebastián e Irún
- A-64, Autovía Oviedo - Villaviciosa: Villaviciosa - Alto de la Fumareda - Lieres - Oviedo

Otras carreteras
- N-632, carretera paralela a la A-8: Canero - Cudillero - Muros del Nalón - Soto del Barco - Avilés - Gijón - Villaviciosa - Colunga - Caravia - Ribadesella
- AS-255, carretera Villaviciosa - Piloña: Villaviciosa - Santa Eulalia - La Encrucijada - Pintueles
- AS-256, carretera Venta las Ranas - Villaviciosa: Venta de las Ranas - El Gobernador - Villaviciosa
- AS-330, carretera Villaviciosa - Colunga: Villaviciosa - Puente del Aguera
- AS-332, carretera Villaviciosa - Anayo: Villaviciosa - Fresnosa - Anayo
- AS-380, carretera La Secada - Villaviciosa: La Secada - Lamasanti - Alto de la Campa - Villaviciosa

## Administración y política

### Gobierno municipal

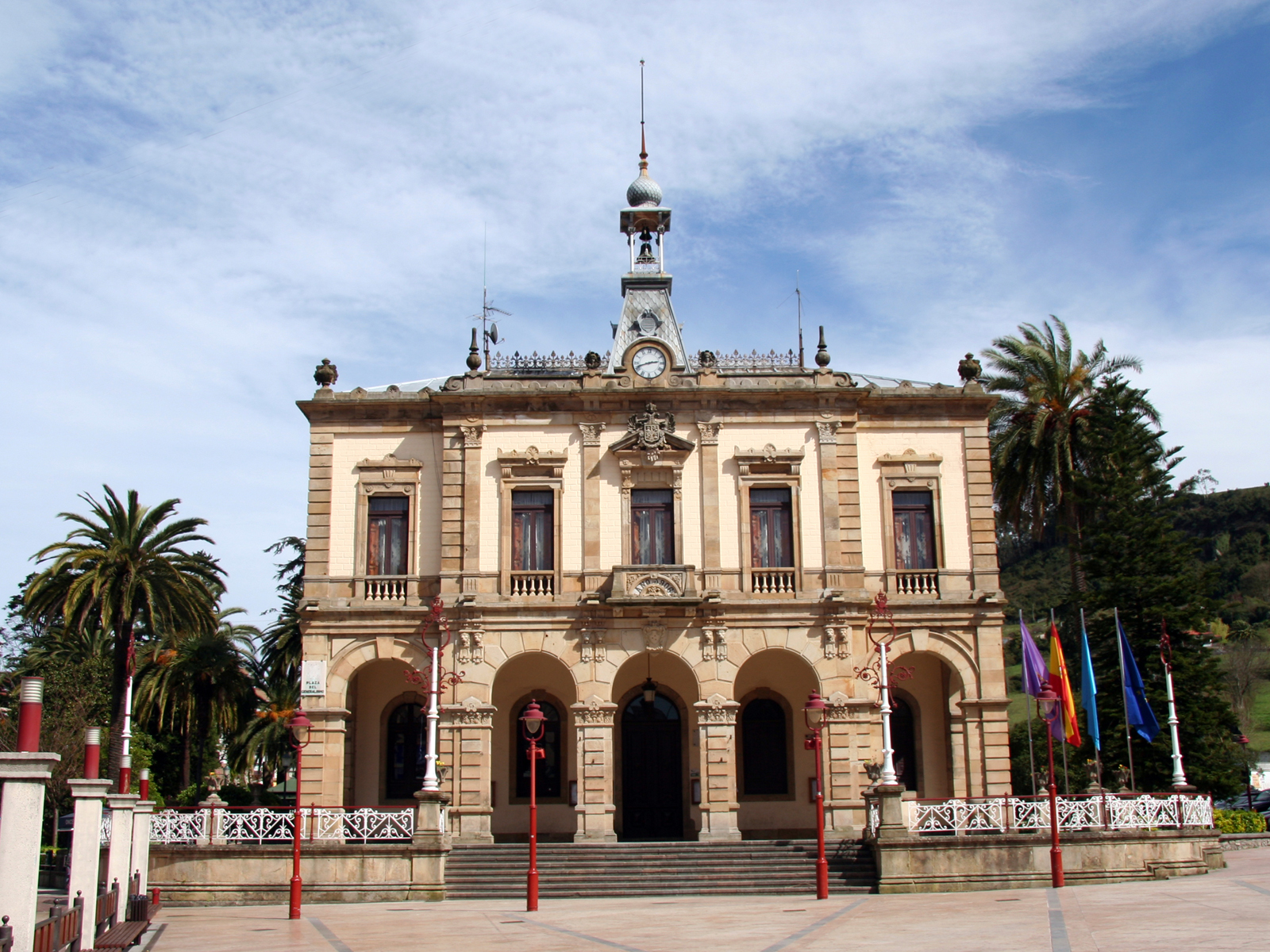
Casa consistorial

En el concejo de Villaviciosa, desde 1979, el partido que más tiempo ha gobernado ha sido el Partido Popular (PP). El actual alcalde de Villaviciosa es Alejandro Vega, del PSOE, que ocupa la alcaldía desde 2015.
| Periodo   | Nombre                      | Partido | Partido                                                     |
| --------- | --------------------------- | ------- | ----------------------------------------------------------- |
| 1979-1983 | Alfredo Pando Tuero         |         | Independiente                                               |
| 1983-1987 | Alfredo Pando Tuero         |         | Alianza Popular (AP)                                        |
| 1987-1991 | Julio César Álvarez Miranda |         | Partido Popular (PP)                                        |
| 1991-2007 | Asensio Martínez Cobián     |         | Partido Popular (PP)                                        |
| 2007-2011 | Manuel Busto Alonso         |         | Unión Renovadora Asturiana (URAS)-Partíu Asturianista (PAS) |
| 2011-2015 | José Manuel Felgueres Abad  |         | Partido Popular (PP)                                        |
| 2015-act. | Alejandro Vega Riesgo       |         | Federación Socialista Asturiana (FSA-PSOE)                  |

| Partido político    | Partido político                                                                                | 1979   | 1983   | 1987   | 1991   | 1995   | 1999   | 2003   | 2007   | 2011   | 2015   | 2019   | 2023   |
| Partido político    | Partido político                                                                                | Ediles | Ediles | Ediles | Ediles | Ediles | Ediles | Ediles | Ediles | Ediles | Ediles | Ediles | Ediles |
|                     | Alianza Popular (AP)-Partido Popular (PP)                                                       | 4      | 9      | 8      | 8      | 11     | 10     | 10     | 7      | 6      | 8      | 5      | 6      |
|                     | Foro Asturias (FAC)                                                                             | —      | —      | —      | —      | —      | —      | —      | —      | —      | 5      | 1      | 0      |
|                     | Federación Socialista Asturiana (FSA-PSOE)                                                      | 3      | 7      | 6      | 4      | 4      | 5      | 6      | 7      | 5      | 7      | 10     | 10     |
|                     | Independientes de Asturias (IDEAS)                                                              | —      | —      | —      | —      | —      | —      | —      | —      | —      | 1      | 0      | 0      |
|                     | Unión Renovadora Asturiana (URAS)-Partíu Asturianista (PAS)                                     | —      | —      | —      | —      | 0      | 1      | 1      | 3      | 0      | 0      | —      | —      |
|                     | Unión de Centro Democrático (UCD)-Centro Democrático y Social (CDS)-Centristas Asturianos (CAS) | 3      | 1      | 3      | 2      | 1      | —      | —      | —      | —      | —      | —      | —      |
|                     | Agrupación Liberal Independiente de Villaviciosa (ALIV)                                         | —      | —      | —      | 3      | —      | —      | —      | —      | —      | —      | —      | —      |
|                     | Independientes                                                                                  | 7      | —      | —      | —      | —      | —      | —      | —      | —      | —      | —      | —      |
|                     | Somos Villaviciosa                                                                              | —      | —      | —      | —      | —      | —      | —      | —      | —      | 1      | 1      | 0      |
|                     | Podemos                                                                                         | —      | —      | —      | —      | —      | —      | —      | —      | —      | —      | —      | 0      |
|                     | Vox                                                                                             | —      | —      | —      | —      | —      | —      | —      | —      | —      | —      | —      | 1      |
|                     | Ciudadanos (CS)                                                                                 | —      | —      | —      | —      | —      | —      | —      | —      | —      | —      | 1      | 0      |
| Total de concejales | Total de concejales                                                                             | 17     | 17     | 17     | 17     | 17     | 17     | 17     | 17     | 17     | 17     | 17     | 17     |

### Organización territorial
El concejo de Villaviciosa se divide en 41 parroquias:
- Amandi
- Ambás
- Argüero
- Arnín
- Arroes
- Bedriñana
- Breceña
- Camoca
- Candanal
- Carda
- Careñes
- Castiello
- Cazanes
- Celada
- Coro
- El Busto
- Fuentes
- Grases
- La Llera
- La Magdalena
- Lugás
- Miravalles
- Niévares
- Oles
- Peón
- Priesca
- Puelles
- Quintes
- Quintueles
- Rales
- Rozadas
- San Justo
- San Martín del Mar
- Santa Eugenia
- Selorio
- Tazones
- Tornón
- Valdebárzana
- Vallés
- Villaverde
- Villaviciosa

## Cultura

### Patrimonio

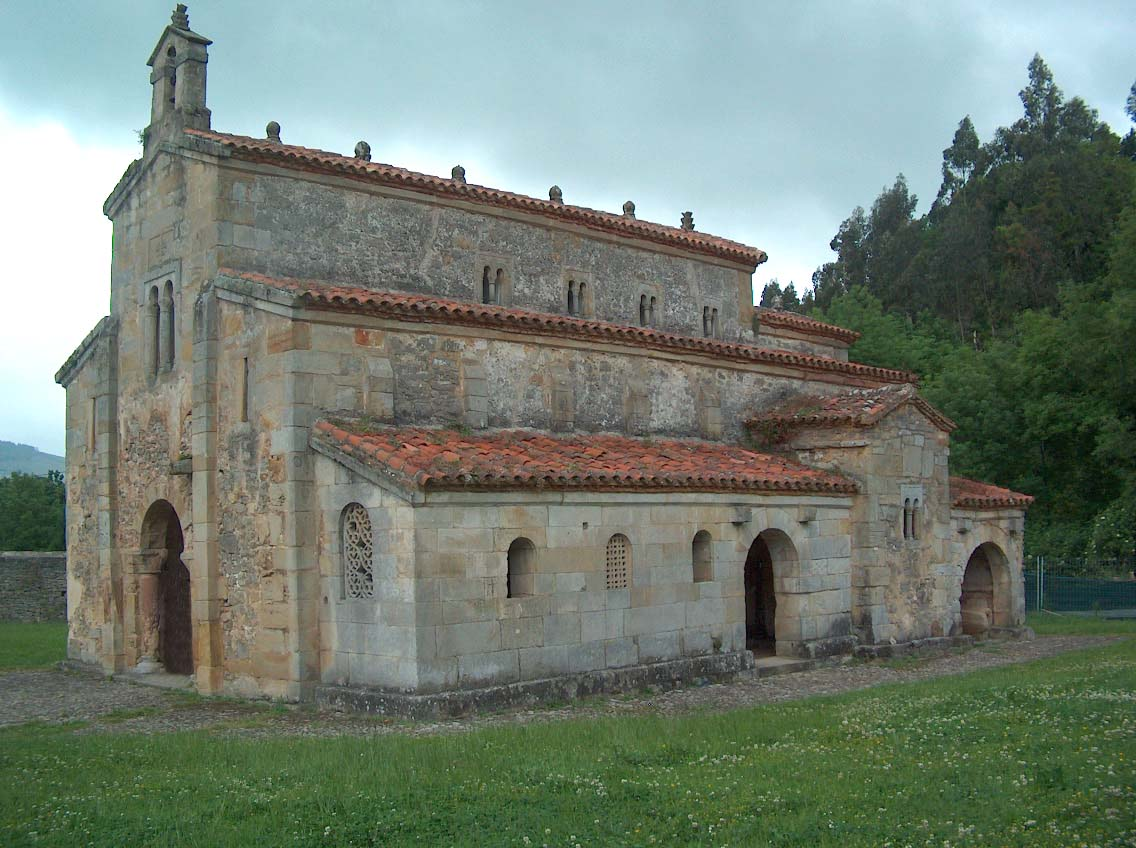
Exterior del templo de San Salvador de Valdediós

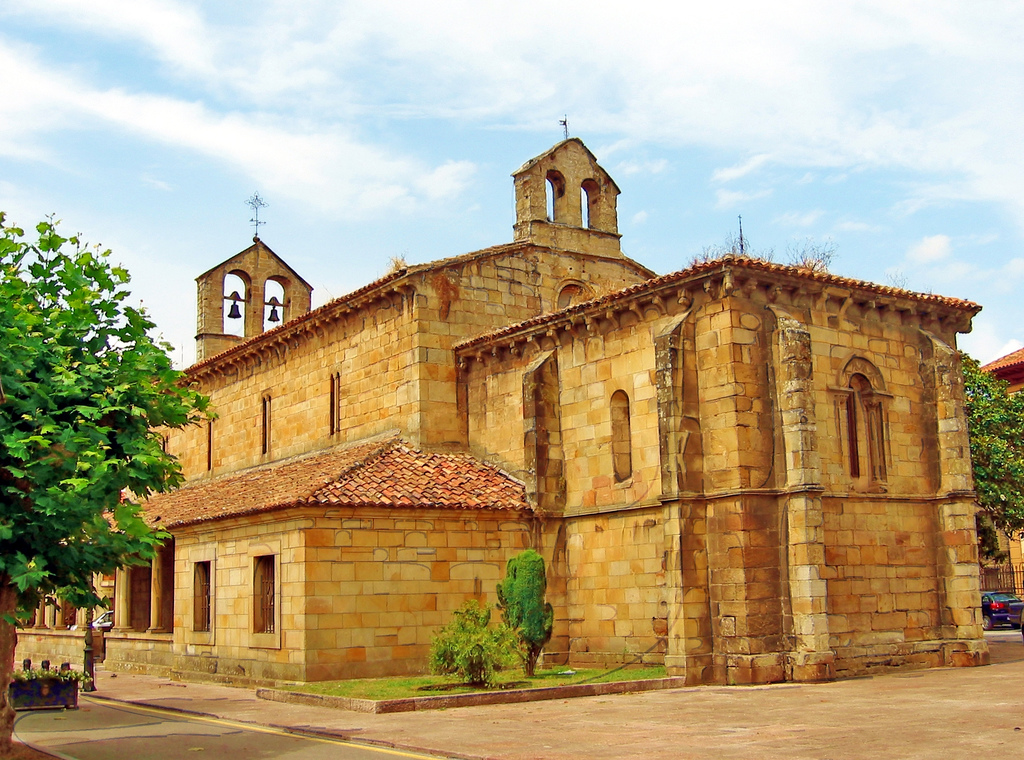
Santa María de la Oliva

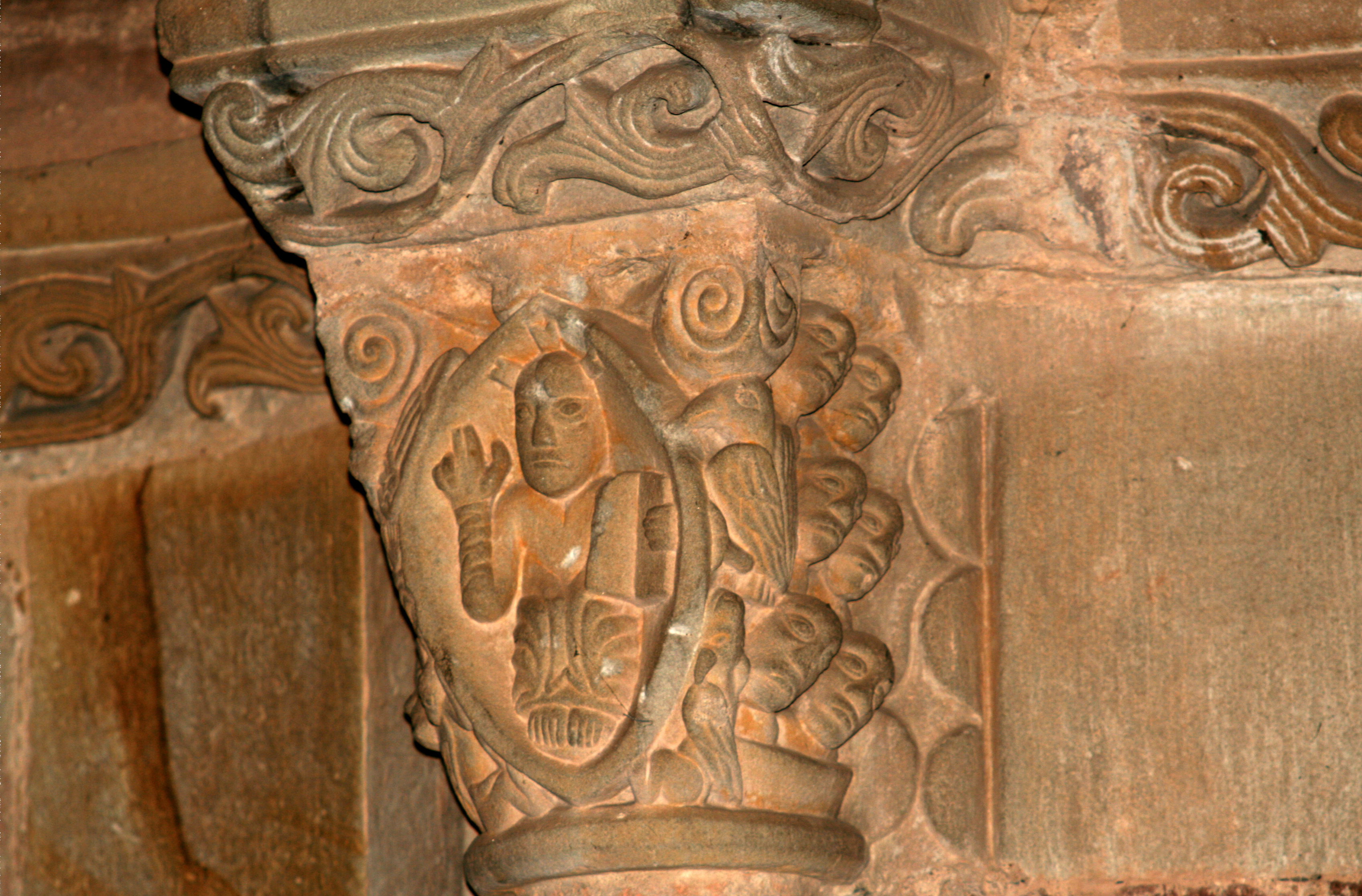
Detalle del interior del templo de San Juan de Amandi

Villaviciosa posee un repertorio completo de obras románicas y prerrománicas, destacando el conjunto arquitectónico formado por San Salvador de Valdediós (El Conventín), la iglesia adyacente de Santa María y el convento monacal que lo acompaña. Actualmente está declarado como Patrimonio de la Humanidad por la Unesco. Data del siglo IX, y fue construido por Alfonso III el Magno. Está estructurado en tres naves y tres capillas, conservando en su interior interesantes capiteles y pinturas murales. Se trata de un prerrománico tardío en el que pueden observarse leves influencias mozárabes. La iglesia de Santa María, es de estilo románico, y consta de tres naves rematadas en ábsides semicirculares, con buenas ventanas y portadas. Guarda una inscripción de su fecha fundacional (1218).
Además de este conjunto artístico, otras edificaciones están declaradas como monumento nacional, como son:
- Santa María de la Anunciación (La Oliva), que data del siglo XIII y se encuentra entre una transición de estilos entre el románico y el gótico. Está estructurada en nave única con cubierta de madera.
- San Salvador de Priesca, data del siglo X, y consta de tres naves y tres capillas cubiertas con bóveda de medio cañón, conservando también interesantes pinturas murales.
- Iglesia de San Salvador de Fuentes fue edificada en 1021 y tiene una sola nave con arco triunfal con capiteles. San Juan de Amandi data de la primera mitad del siglo XII y conserva buenos contrafuertes y ventanas, así como unos magníficos capiteles historiados.
- Iglesia de San Andrés, en Bedriñana, fundada en el siglo IX y que conserva ventanas y una celosía primitiva.
- Santa María de Lugás, santuario de gran devoción que convoca la segunda romería más concurrida del Principado, edificada en el s. XIII y que conserva dos portadas románicas y un arco del triunfo.

Además de todos estos monumentos nacionales son dignas de visitas los templos de Santumedero de Sietes, arte renacentista del siglo XVI, Valdebárcena, Camoca, La Lloraza, Coro, Selorio, Sariegomuerto y Sebrayo. Así como la parroquial de la villa, en la cual se guarda la imagen de la patrona de la villa, la Virgen de Nuestra Señora del Portal.
También posee una destacada muestra arquitectónica civil, siendo declarada la villa como conjunto histórico artístico. Así todavía se puede contemplar los restos de una antigua muralla medieval en la unión de las calles del Sol y del Agua. Estas calles conservan cuidadas construcciones alineadas, caracterizadas sobre todo, por las galerías corridas, salientes aleros y balcones de madera. Dentro de las casonas que hay por toda la villa destacaremos:
- La Casona de Valdés, de planta rectangular y tres pisos con guardilla. También tenemos el palacio de la torre de la Pedrera, de planta rectangular y dos pisos, formando su portada un arco de medio punto, flanqueado por columnas dóricas. También conserva una capilla.
- Otra de las casonas importantes es la casa de Hevia, famosa por ser donde se hospedó Carlos I. Es un bloque cúbico de tres plantas y presenta en la segunda planta dos escudos ornados con el águila imperial.
- Un poco más apartado de este lugar, en la plaza del "Huevo", se encuentra el ayuntamiento, de estilo ecléctico. Fue construido en 1906, y está estructurado en dos pisos de planta cuadrada. Presenta balcones con balaustradas de piedra y una torre campanario.

Por último, hay que comentar las numerosas edificaciones que muestran el poder indiano, como las escuelas graduadas, el chalet de les Baragañes, el parque y el ateneo obrero, edificadas todas ellas a principios entre finales del siglo XIX y comienzos del XX.

### Patrimonio inmaterial
Entre sus fiestas están:

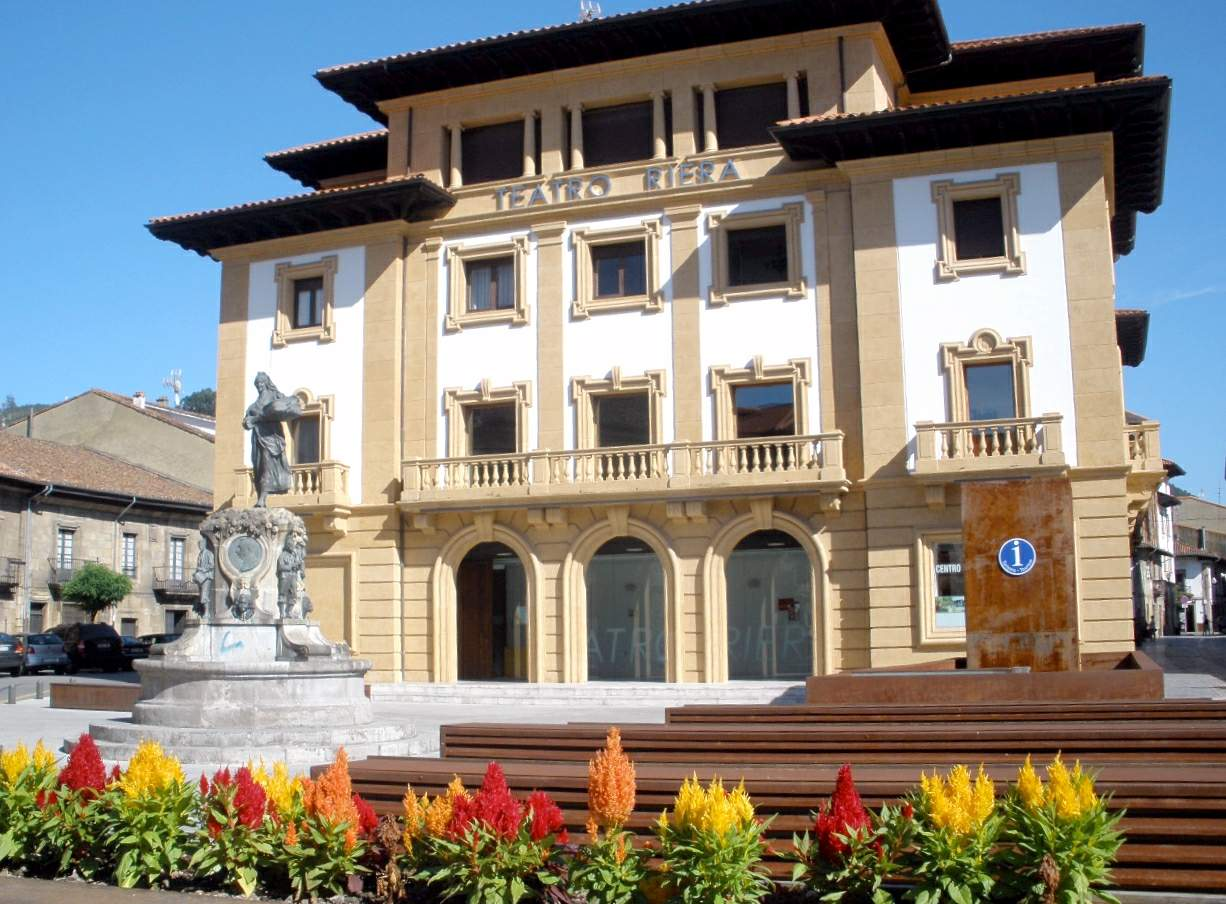
Teatro Riera

- En el mes de marzo, fiesta de Santumedero de Sietes (Villaviciosa) el día 3; antes feria.
- En el mes de junio, las fiestas de San Juan de Amandi el día 24.
- En el mes de julio, Nuestra Sra. del Rosario en Samartín (Vallés), las fiestas de Santiago Apóstol en San Justo y la de La Velilla en San Andrés de Bedriñana.
- En el mes de agosto, están las fiestas de San Mamés en Argüero y de San Roque y San Roquín en Tazones.
- En el mes de septiembre, La Dolorosa en Sietes, la Sacramental de Peón y las fiestas patronales de la Virgen del Portal en Villaviciosa.

El conjunto de festejos se pueden disfrutar en todo el concejo, donde las tradiciones se entremezclan con las verbenas y las romerías. No hay pueblo en Villaviciosa que no celebre su fiesta, siendo las del Portal, en la villa, las más concurridas y populares. Estas duran seis días destacando la procesión de carrozas que se celebra cada año manzanero.
Otras fiestas que muestran una gran singularidad son las de Tazones, en la cual se rememora el desembarco del emperador Carlos I, con una escenificación que representa este hecho histórico.
La Hoguera de San Juan en Amandi, también reúne a una cantidad importante de gente, perdurando todavía el baile de la danza prima y el salto del fuego.
No se puede dejar de mencionar, de la misma manera, la celebración de la Semana Santa de la villa, siendo una de la más importante de toda Asturias.
Al inicio de agosto, se celebra un mercado tradicional en Oles, con artesanía asturiana, y donde se puede disfrutar de algunos típicos manjares asturianos.

## Deporte

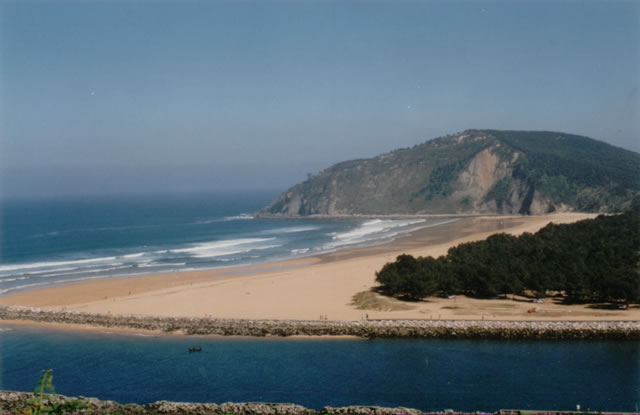
Playa de Rodiles

El equipo de fútbol local es el Club Deportivo Lealtad de Villaviciosa, fundado en 1918 y que en la actualidad milita en la Segunda División B del fútbol español. El estadio recibe el nombre de Las Callejas y tiene capacidad para 3000 personas.
También existe un club de fútbol sala, federado en 1999, el Rodiles FS, que tiene equipos femeninos y masculinos. El equipo femenino, el de más categoría del club, milita desde la temporada 2017/2018 en 2.ºdivisión, grupo 1.
En deportes de motor, se disputa en el concejo el Rally de la Manzana y de la Sidra, y existen pilotos de motocross reconocidos a nivel mundial, como Bernard Rendueles. Otros pilotos como David Miranda, José Ángel Valdés, y, en categoría infantil, Enol Vallin, practican este deporte a nivel regional y nacional.
En la ría de Villaviciosa se practican deportes acuáticos y se encuentran el Club Piraguas Villaviciosa, que posee en la actualidad numerosos campeonatos de España y Asturias, y el Club Náutico Albatros, en el que se organizan frecuentes jornadas de vela. Villaviciosa ha sido la cuna de grandes palistas entre los que destaca por encima del resto Manuel Busto Fernández. En el deporte del surf, la ola producida en la desembocadura de la ría conocida como 'la Barra' está incluida dentro de las 100 mejoras olas del mundo y entre las 4 mejores de Europa y trae a la comarca turismo de todo el mundo.

### Senderismo
Existen seis Senderos de Pequeño Recorrido homologados por la Federación de Deportes de Montaña, Escalada y Senderismo del Principado de Asturias en Villaviciosa:
- PR-AS 50. Ruta Mariñana de los Molinos
- PR-AS 51. Ruta de la Peña Cabrera
- PR-AS 137. Ruta de los molinos del río Profundo
- PR-AS 199. Ruta del Azabache
- PR-AS-231. Ruta de la Ría de Villaviciosa
- PR-AS-302. Ruta de Carlos V